# Iris Club Lillois
Der Iris Club Lillois war ein Fußballverein aus der nordfranzösischen Stadt Lille.

## Geschichte
Gegründet wurde der Klub im Jahr 1898; er wählte die Vereinsfarben Blutrot und Gold (Sang et or). Anschließend trat er der Union des sociétés françaises de sports athlétiques (USFSA) bei, dem größten französischen Sportverband dieser Zeit. Die Fußballer des Vereins wurden bereits ein Jahr nach ihrer Gründung nordfranzösischer Meister, unterlagen im Halbfinalspiel um den Landestitel dann jedoch gegen Le Havre AC. 1901 stieß der ICL erneut in die Endrunde der USFSA-Landesmeisterschaft vor, und wiederum war es Le Havre AC, der ihm den Weg ins Endspiel versperrte. Bis zum Ersten Weltkrieg konnte sich der Iris Club in Nordfrankreich nicht mehr gegen die stärkeren Konkurrenten, insbesondere Racing Roubaix, die US Tourcoing und den 1902 gegründeten Lokalrivalen Olympique, durchsetzen.
In den 1920er und 1930er Jahren, insbesondere nach Einführung eines professionellen Spielbetriebs ab 1932/33, war der ICL selbst in der eigenen Stadt nur noch die Nummer drei hinter Olympique und dem SC Fives. Lediglich im Landespokalwettbewerb machte er gelegentlich noch überregional auf sich aufmerksam, dessen frankreichweite Hauptrunde er von 1928/29 bis 1934/35 sieben Mal in Folge erreichte. Dabei drang er in der Saison 1930/31 nach Siegen über Red Star Strasbourg und den FC Sète bis in die Runde der besten 16 Mannschaften vor, ein Jahr später – diesmal u. a. gegen CA Paris und erneut den FC Sète − sogar bis ins Viertelfinale.

Wappen des Lille OSC (1950er Jahre) mit Iris

Während der Besetzung Nordfrankreichs im Zweiten Weltkrieg kam es bei den Fußballklubs der Stadt zu einer Konzentration der Kräfte; zunächst fusionierte der Iris Club im Mai 1941 mit Olympique; der daraus hervorgegangene Olympique Iris Club Lillois schloss sich 1944 mit dem SC Fives zusammen. Dieser Fusionsverein nennt sich seither Lille OSC und trug noch bis in die 1970er Jahre eine stilisierte Schwertlilie (Iris oder Fleur-de-lys) in seinem Wappen.
Ein Teil der Mitglieder des Iris Club Lillois, des ältesten der drei fusionierten Vereine, ging diesen Weg jedoch nicht mit und schloss sich dem bereits in den 1920er Jahren von Rugbyspielern des Klubs gegründeten Iris Club im benachbarten Lambersart an.

## Erfolge
- USFSA-Meister Nordfrankreichs 1899, 1901

## Bekannte Spieler und Trainer
- beim Iris Club Lillois
  - Jean Baratte, Spieler bis 1941
  - André Cheuva, Spieler 1926 bis 1928
- beim Iris Club de Lambersart
  - Amandine Henry, Jugendspielerin bis 2004
  - Florent Ibengé 1974 bis 1979 (als Jugendlicher), 1980 bis 1982
  - Jean Lechantre, Trainer in den 1960ern
  - Didier Six, Jugendspieler in den 1960ern
  - Boleslaw Tempowski, Trainer in den 1960ern